# Carbon Disclosure Project
Carbon Disclosure Project (CDP) est une organisation qui publie des données sur l'impact environnemental des plus grandes entreprises. Elle est basée au Royaume-Uni.

## Actions
Elle décerne aussi des prix aux entreprises pour leurs actions contre la pollution avec le Climate Leadership Award.